# ديتر شلوتر
ديتر شلوتر (بالألمانية: Dieter Schlüter)‏ (و. 1931  م) هو مهندس، ورائد أعمال ألماني، ولد في فرانكفورت.